# Bogdana-Voloseni
Bogdana-Voloseni – wieś w Rumunii, w okręgu Vaslui, w gminie Stănilești. W 2011 roku liczyła 199 mieszkańców.